# Oignies (Pas-de-Calais)
Pour les articles homonymes, voir Oignies.
Ne doit pas être confondu avec Wahagnies.
Oignies (prononcer [waɲi]) est une commune française située dans le département du Pas-de-Calais en région Hauts-de-France. Ses habitants sont appelés les Oigninois. La commune est membre de la communauté d'agglomération Hénin-Carvin.
La commune de Oignies, située dans l'est du département du Pas-de-Calais, à 16 km, à vol d'oiseau, au nord-est de la commune de Lens, est une commune du bassin minier du Nord-Pas-de-Calais. C’est une commune de type centre urbain intermédiaire, appartenant à l’unité urbaine de Douai-Lens, avec une population de 10 260 habitants au dernier recensement de 2022, elle a connu un pic de population en 1968 avec 12 563 habitants.
La commune est riche de trois monuments qui font l’objet d’une inscription au titre des monuments historiques. 
Trois sites du bassin minier du Nord-Pas-de-Calais, se trouvant sur la commune, sont inscrits sur la liste du patrimoine mondial de l’UNESCO. La dernière gaillette de charbon du bassin minier du Nord-Pas-de-Calais remonte par la fosse no 9 - 9 bis le 21 décembre 1990.
Après la Première Guerre mondiale, la commune est décorée de la croix de guerre 1914-1918.

## Géographie

### Localisation
Localisée dans l'est du département du Pas-de-Calais et limitrophe du département du Nord, Oignies est située à 16 kilomètres de Lens (chef-lieu d'arrondissement) et à 20 kilomètres de Lille. Elle est située au cœur de l'ancien bassin minier du Nord-Pas-de-Calais. La ville est entourée par Carvin, Courrières, Libercourt, Dourges, Ostricourt et Wahagnies, mais aussi Hénin-Beaumont même si aucune route ne relie les deux villes.
Le territoire de la commune est limitrophe de ceux de sept communes, dont une, Wahagnies, située dans le département du Nord.
Les communes limitrophes sont Libercourt, Ostricourt, Wahagnies, Carvin, Courrières, Dourges et Hénin-Beaumont.

### Géologie et relief
La superficie de la commune est de 5,52 km2 ; son altitude varie de 23  à   33 m.
Le sous-sol de la ville est carbonifère. Sur la place de l'église, dans le centre-ville, l'altitude du sol est de 29 mètres.

### Hydrographie
Le territoire de la commune est situé dans le bassin Artois-Picardie.
La commune est traversée par trois cours d'eau :
- le canal navigable de la Deûle, d'une longueur de 58,75 km, qui prend sa source dans la commune de Douai et se jette dans la Lys au niveau de la commune de Deûlémont[3] ;

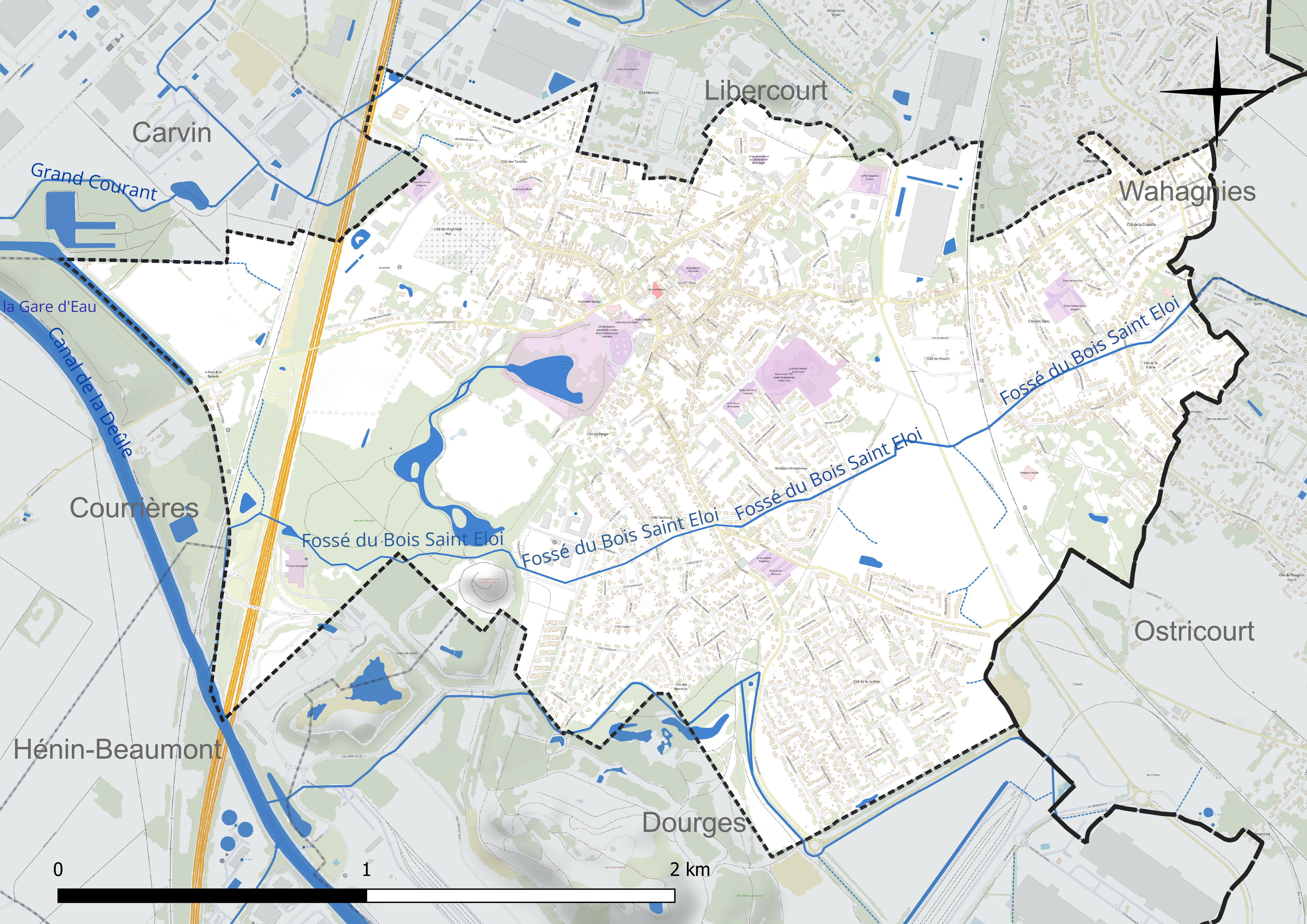
Réseau hydrographique d'Oignies.

- le Grand Courant, un petit canal non navigable de 3,89 km, qui prend sa source dans la commune de Libercourt et se jette dans le canal de la Deûle au niveau de la commune de Carvin[4] ;
- le fossé du bois Saint-Éloi, d'une longueur de 7,42 km, qui prend sa source dans la commune de Thumeries et se jette dans le canal de la Deûle au niveau de la commune d'Hénin-Beaumont[5].

### Climat
Pour des articles plus généraux, voir Climat des Hauts-de-France et Climat du Nord-Pas-de-Calais.
En 2010, le climat de la commune est de type climat océanique dégradé des plaines du Centre et du Nord, selon une étude du Centre national de la recherche scientifique (CNRS) s'appuyant sur une série de données couvrant la période 1971-2000. En 2020, Météo-France publie une typologie des climats de la France métropolitaine dans laquelle la commune est exposée à un climat océanique et est dans la région climatique Nord-est du bassin Parisien, caractérisée par un ensoleillement médiocre, une pluviométrie moyenne régulièrement répartie au cours de l’année et un hiver froid (3 °C).
Pour la période 1971-2000, la température annuelle moyenne est de 10,5 °C, avec une amplitude thermique annuelle de 14,4 °C. Le cumul annuel moyen de précipitations est de 682 mm, avec 12,1 jours de précipitations en janvier et 8,6 jours en juillet. Pour la période 1991-2020, la température moyenne annuelle observée sur la station météorologique la plus proche, située sur la commune de Douai à 12 km à vol d'oiseau, est de 11,0 °C et le cumul annuel moyen de précipitations est de 729,2 mm,. Pour l'avenir, les paramètres climatiques de la commune estimés pour 2050 selon différents scénarios d'émission de gaz à effet de serre sont consultables sur un site dédié publié par Météo-France en novembre 2022.

### Milieux naturels et biodiversité

#### Zone naturelle d'intérêt écologique, faunistique et floristique
L’inventaire des zones naturelles d'intérêt écologique, faunistique et floristique (ZNIEFF) a pour objectif de réaliser une couverture des zones les plus intéressantes sur le plan écologique, essentiellement dans la perspective d’améliorer la connaissance du patrimoine naturel national et de fournir aux différents décideurs un outil d’aide à la prise en compte de l’environnement dans l’aménagement du territoire.
Le territoire communal comprend une ZNIEFF de type 1 : le marais et le terril d’Oignies et le bois du Hautois, d’une superficie de 213 hectares et d'une altitude variant de 25  à   90 mètres.

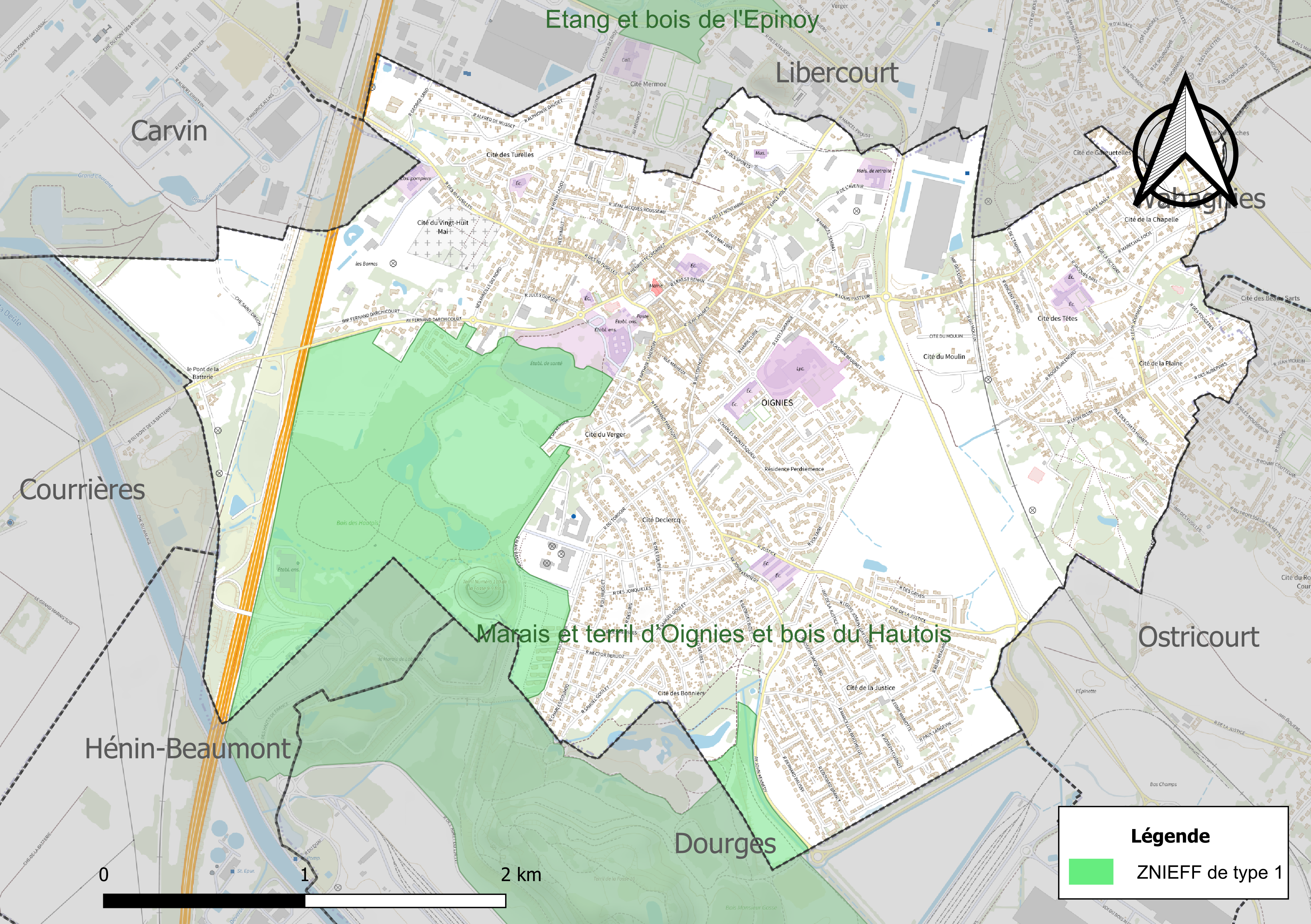
Carte de la ZNIEFF sur la commune.

#### Espèces faunistiques et floristiques
L’Inventaire national du patrimoine naturel (INPN) recense plusieurs espèces faunistiques et floristiques sur le territoire de la commune dont certaines sont protégées et d’autres menacées et quasi-menacées.

## Urbanisme

### Typologie
Au 1er janvier 2024, Oignies est catégorisée centre urbain intermédiaire, selon la nouvelle grille communale de densité à sept niveaux définie par l'Insee en 2022.
Elle appartient à l'unité urbaine de Douai-Lens, une agglomération inter-départementale regroupant 67  communes, dont elle est une commune de la banlieue,,. Par ailleurs la commune fait partie de l'aire d'attraction de Lille (partie française), dont elle est une commune de la couronne,. Cette aire, qui regroupe 201 communes, est catégorisée dans les aires de 700 000 habitants ou plus (hors Paris),.

### Occupation des sols
L'occupation des sols de la commune, telle qu'elle ressort de la base de données européenne d’occupation biophysique des sols Corine Land Cover (CLC), est marquée par l'importance des territoires artificialisés (91,2 % en 2018), en augmentation par rapport à 1990 (76,6 %). La répartition détaillée en 2018 est la suivante : 
zones urbanisées (63,5 %), zones industrielles ou commerciales et réseaux de communication (14,1 %), espaces verts artificialisés, non agricoles (13,5 %), terres arables (8,6 %), forêts (0,2 %), mines, décharges et chantiers (0,1 %). L'évolution de l’occupation des sols de la commune et de ses infrastructures peut être observée sur les différentes représentations cartographiques du territoire : la carte de Cassini (XVIIIe siècle), la carte d'état-major (1820-1866) et les cartes ou photos aériennes de l'IGN pour la période actuelle (1950 à aujourd'hui).

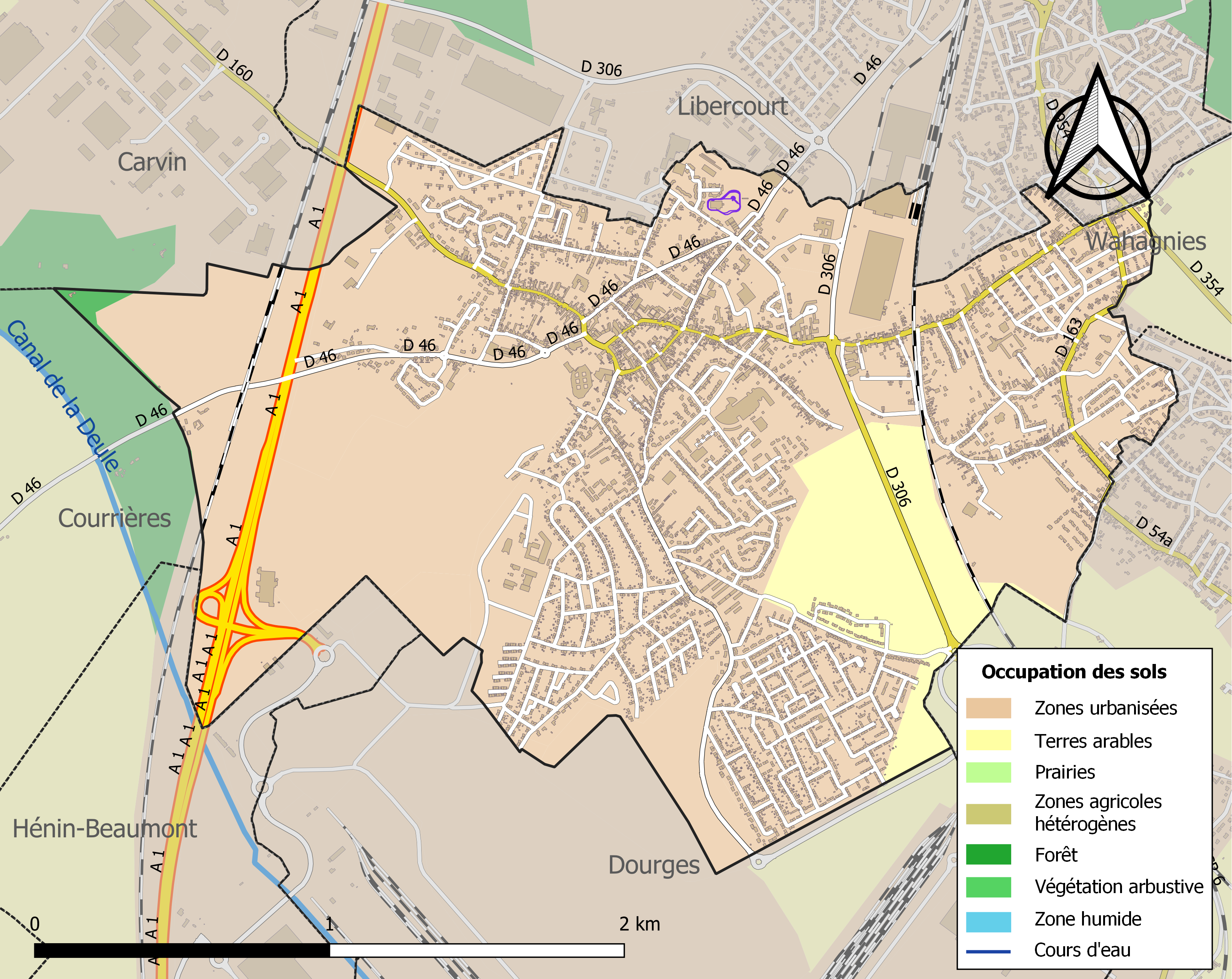
Carte des infrastructures et de l'occupation des sols de la commune en 2018 (CLC).
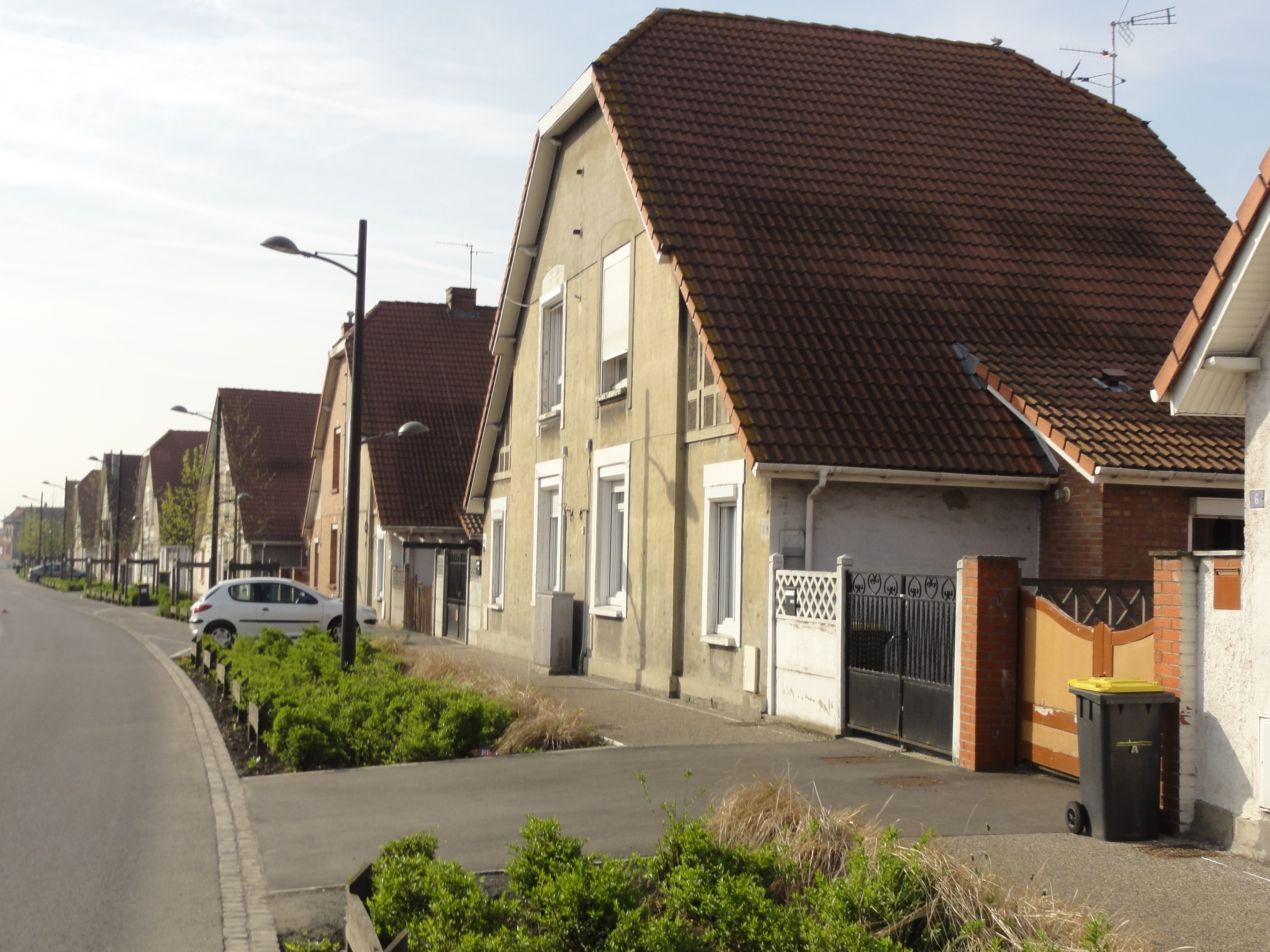
Cité minière de la Compagnies des mines de Dourges, dite « Declercq ».

#### Division de la commune
Oignies est divisée en plusieurs quartiers. Un quartier est séparé du centre-ville à cause de la ligne Paris-Nord à Lille . Les cités sont la cité Declercq, la cité de la Justice, la cité des Bonniers, la cité du Moulin, la cité de l'Empire, la cité des Têtes, la cité de la Chapelle, la cité des Beaux Sarts, la cité Quintiche.

### Logement
En 2018, le nombre total de logements dans la commune était de 4 397, alors qu'il était de 4 258 en 2013 et de 4 116 en 2008.
Parmi ces logements, 92,3 % étaient des résidences principales, 0,1 % des résidences secondaires et 7,6 % des logements vacants. Ces logements étaient pour 83,9 % d'entre eux des maisons individuelles et pour 14,9 % des appartements.
Le parc de sociaux sociaux représente une part importante de l'ensemble des résidences principales de la ville, sans doute liée à la présence d'anciennes cités minières reclassées juridiquement en HLM. Leur nombre s'élevait à 653 en 2008 (16,4 % des résidences principales) en 2008 et se monte à 1 451 en 2018.
Le tableau ci-dessous présente la typologie des logements à Oignies en 2018 en comparaison avec celle du Pas-de-Calais et de la France entière. Une caractéristique marquante du parc de logements est ainsi une proportion de résidences secondaires et logements occasionnels (0,1 %) inférieure à celle du département (6,4 %) et à celle de la France entière (9,7 %). Concernant le statut d'occupation de ces logements, 41,7 % des habitants de la commune sont propriétaires de leur logement (38 % en 2013), contre 57,8 % pour le Pas-de-Calais et 57,5 pour la France entière.
| Typologie                                               | Oignies | Pas-de-Calais | France entière |
| ------------------------------------------------------- | ------- | ------------- | -------------- |
| Résidences principales (en %)                           | 92,3    | 86            | 82,1           |
| Résidences secondaires et logements occasionnels (en %) | 0,1     | 6,4           | 9,7            |
| Logements vacants (en %)                                | 7,6     | 7,6           | 8,2            |

### Voies de communication et transports
L'autoroute A1 passe à travers le terrain de la commune, pour y accéder, il faut prendre la sortie 18 (Carvin - Libercourt - Oignies). En arrivant de l'autoroute A1 depuis Paris, il est également possible de prendre l'autoroute A21 direction Douai et de prendre la première sortie, la 18 puis prendre les départementales 160 puis 306.
Comme toutes les villes de la communauté d'agglomération Hénin-Carvin, Oignies est desservie par les transports en commun de Lens-Béthune Tadao. Seules les lignes 16, 56, 71 et 73 traversent la ville. Les quatre lignes passent par la commune limitrophe Libercourt, la ligne 16 passe par Lens, la ligne 56 par Carvin, la 71 par Lille et 73 par Hénin-Beaumont. Oignies ne possède pas de gare à son nom, la plus proche est celle de Libercourt qui est desservie par le TER Hauts-de-France et qui donne sur Lille, Lens et Douai.
L'aéroport le plus proche est celui de Lille-Lesquin dans la ville de Lesquin. En termes de voies fluviales, le canal de la Deûle fait office de frontière entre les villes d'Oignies et de Courrières.

## Toponymie
Le nom de la localité est attesté sous les formes Ognies en 1024 ; Oisniacum en 1218 ; Oisni en 1228 ; Oegnies, Doegnies en 1286 ; Ongnies en 1292 ; Oignies en 1307 ; Ogni en 1405 ; Oingnies en 1429 ; Ognis en 1458 ; Oigny en 1762 ; Ongnyes en 1769 ; Doignies en 1774 ; Oignies en 1793 et depuis 1801.
Selon Maurits Gysseling, Oignies proviendrait d'un anthroponyme germanique, Augo.

## Histoire

### Antiquité
La ville d'Oignies semble avoir été habitée dès les premiers siècles de l'ère chrétienne. Son nom d'alors était Ongniacume.

### Moyen Âge
Bertrand d'Ongnies (Oignies), Colart d'Ongnies dit  Estourdi , Dreux d'Ongnies combattent et trouvent la mort lors de la bataille d'Azincourt en 1415.
En 1481, Jean d'Ongnies, seigneur d'Ongnies, époux de Marie de Ghistelles (grande famille de Belgique), détient le fief noble de la seigneurie et Vierschaere de Merckeghem, dépendant de la châtellenie de Bourbourg, mais située dans la châtellenie de Cassel. Il la cède à Jean d'Ongnies, fils du seigneur de Watten, puis elle passe en 1532 à messire Louys van Ongnies, prêtre, ensuite à Marguerite d'Ongnies, épouse de Philippe I de Merode, dynastie princière originaire de Rhénanie (Allemagne) lequel meurt en 1625. Elle passe alors dans la Maison de Merode.

### Époque moderne
Le 2 février 1647, par lettres données à Madrid, la terre et seigneurie d'Ongnies, située en Artois, est érigée en comté en y joignant les terres et fiefs de Wahagnies, Hoquetel, Quintise et Cocquenplus pour François de Merode (Maison de Merode), baron d'Ongnies, capitaine d'une compagnie d'hommes d'armes des bandes d'ordonnance, fils d'Hélène de Montmorency (Maison de Montmorency), sœur du défunt prince de Robecq.
En 1665, un François Alexandre d'Oignies (également dit Ongnies), baron de Courrières, marié à Angéline de Bryas, est détenteur d'une seigneurie dans la châtellenie de Bourbourg, seigneurie héritée par sa femme de son frère Albert de Bryas.
Lui succède en 1688 son fils François Joseph d'Ongnies, seigneur d'Ennin (Hénin-Liétard ?) et de Jacquemart.
Est ensuite retrouvé en 1724 François Joseph d'Oignies, baron de Courrières, puis son fils François Joseph, baron de Robecq, frère de Louis Théodore d'Oignies, baron d'Oignies, prêtre de Saint-Donat de Bruges (cathédrale Saint-Donatien de Bruges).

### Époque contemporaine

#### Exploitation charbonnière

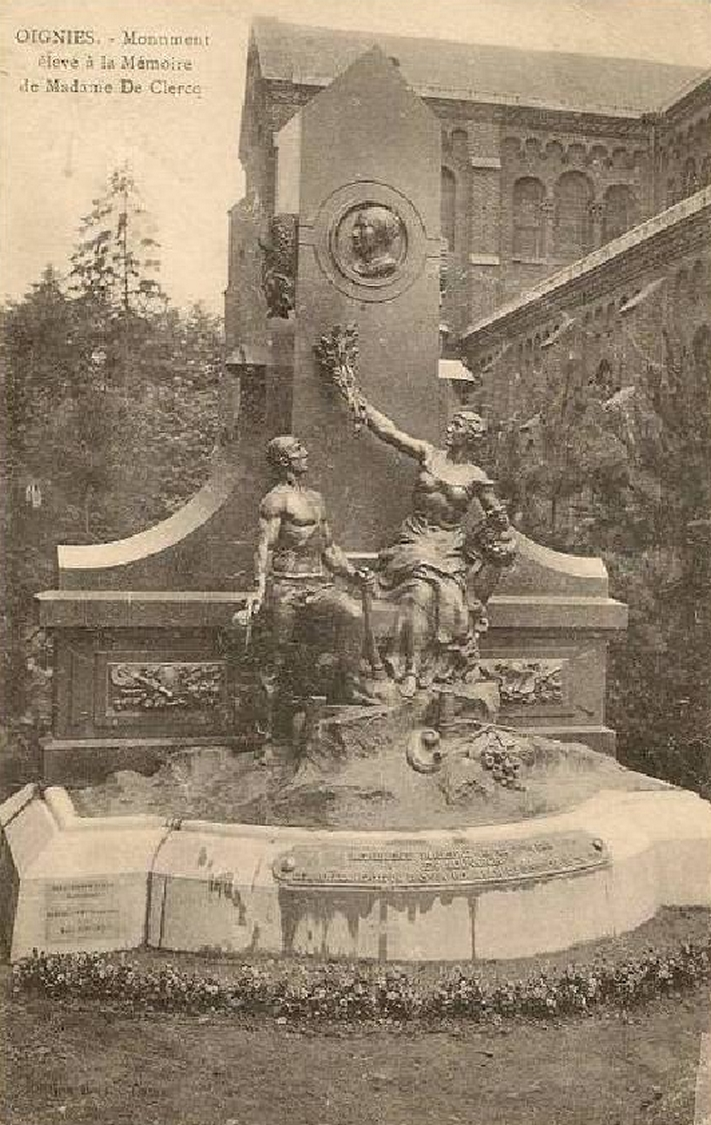
Charles Caby, Monument à madame de Clercq, dit de la Découverte du charbon (1913-1932) à Oignies.

C'est dans le parc du château d'Henriette de Clercq que le 7 juin 1842, l'ingénieur Mulot découvre du charbon, une aubaine pour la région qui développera ensuite l'industrie minière. C'était la première découverte du charbon dans le département.
Sur le territoire d'Oignies, deux compagnies minières ont exploité le charbon, la Compagnie des mines d'Ostricourt, qui y exploitait sa fosse no 2 et la Compagnie des mines de Dourges, pour sa fosse no 9.
Elle est fondée à Oignies le long de la route de Libercourt en 1860. Le carreau de la Fosse 2 est un point névralgique pour la Compagnie des mines d'Ostricourt, puisque c'est sur ce site que furent construits les Grands Bureaux, siège de l'administration de la Compagnie et les importants Ateliers centraux pour l'entretien, la réparation ou la construction de toutes pièces métalliques, composants électriques, machines, matériels en usage au fond ou au jour, des installations industrielles de la compagnie.
À partir de 1937, la compagnie décide de faire de son puits no 2, son principal puits d'extraction. Il devint alors un Grand Siège. Le puits fut réalésé pour atteindre un diamètre de 5,30 m.

#### Première Guerre mondiale
Pendant la Première Guerre mondiale, la ville est occupée par les Allemands. Ces derniers détruisent la ville et les mines de charbons en octobre 1918, un peu avant leur retrait du territoire.
La commune est décorée de la croix de guerre 1914-1918 par décret du 25 septembre 1920, distinction également attribuée à 276 autres communes du Pas-de-Calais.

#### Immigration polonaise
La commune d'Oignies a accueilli, comme de nombreuses autres du bassin minier régional, des mineurs et leurs familles venus dans le cadre de l'immigration polonaise dans le Nord de la France dans les années 1920.

#### Seconde Guerre mondiale
Au cours de la bataille de France, au début de la Seconde Guerre mondiale, le 28 mai 1940, entre  80 et 124 civils, dont des réfugiés belges, sont assassinés par des soldats de la 267e Infanterie-Division de la Wehrmacht, à la suite d'une bataille qui dura trois jours,. Entre le 28 mai 1940 et le 2 septembre 1944, la ville fut occupée une nouvelle fois par les troupes allemandes.
C'est non loin, à la fosse 7 de la Compagnie des mines de Dourges, que la Grève patriotique des cent mille mineurs du Nord-Pas-de-Calais en mai-juin 1941 a démarré, avec Émilienne Mopty et Michel Brulé (1912-1942), privant les Allemands de 93 000 tonnes de charbon pendant près de deux semaines.
Ce fut l'un des premiers actes de résistance collective à l'occupation nazie en France et le plus important en nombre, qui se solda par 414 arrestations en trois vagues, la déportation de 270 personnes, 130 mineurs étant par ailleurs fusillés à la Citadelle d'Arras. Après-guerre, la commune est aussi au centre de trois événements nationaux, la bataille du charbon (1945-1947), suivie des grève des mineurs de 1947 et celles de 1948.

#### Après-guerre
Le 13 juillet 1948, Vincent Auriol, président de la république, accompagné de François Mitterrand, ministre des anciens combattants, remit à la commune la croix de guerre 1939-1945, avec palme de bronze, et inaugura le mausolée à la mémoire des 80 fusillés du 28 mai 1940 et déclara Oignies « Ville martyre »,.

#### Modernisation des installations après la Seconde Guerre mondiale

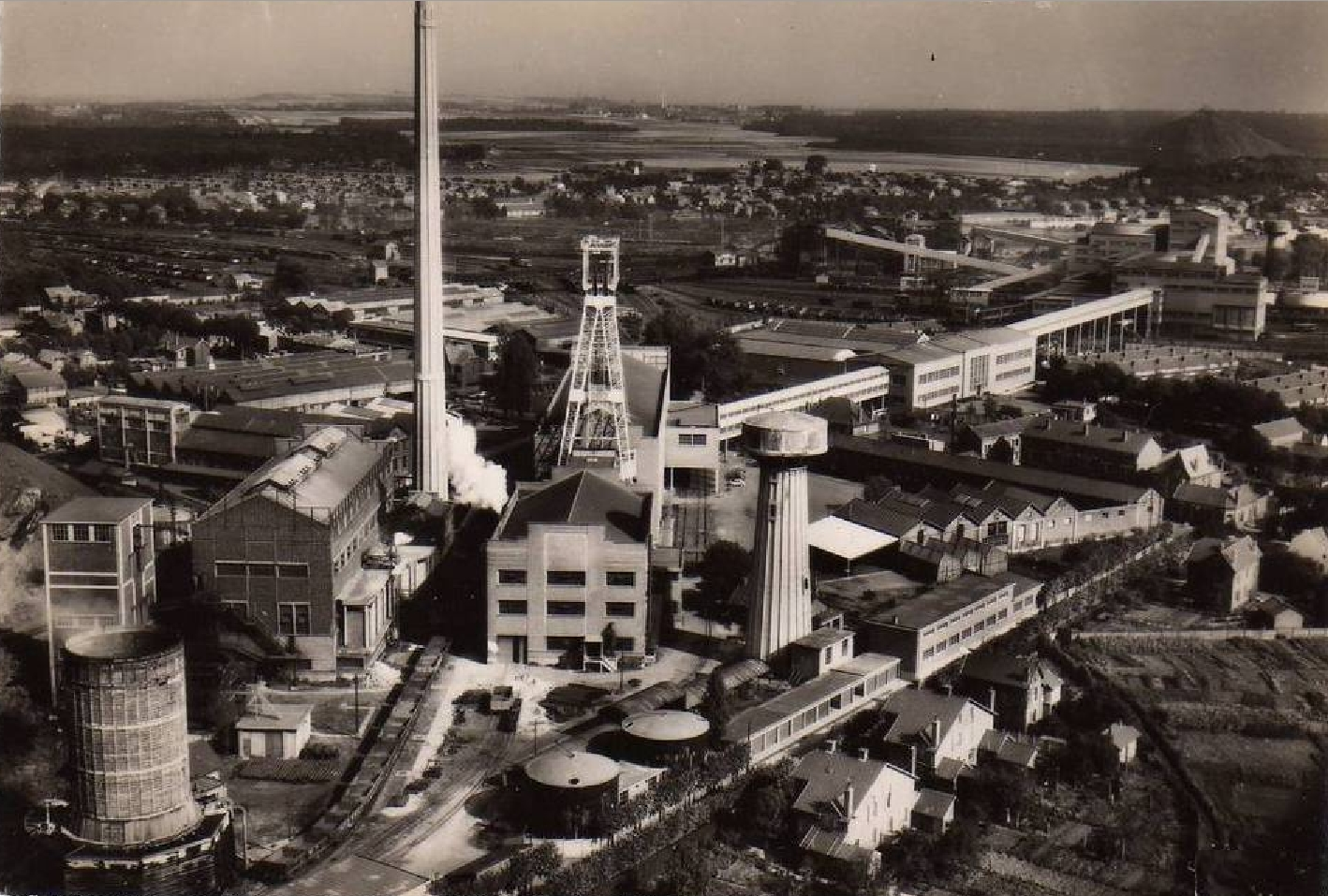
Fosse no 2 de Oignies dans les années 1950.

Les travaux de modernisation entrepris dans les années 1930 sont ralentis pendant la Seconde Guerre mondiale et seulement achevés en 1950. Une nouvelle machine à vapeur, la plus puissante de France, est aussi installée. Un nouveau chevalement à poutrelles à treillis de 55 mètres est installé en 1947-1948. La concentration des fosses 1, 3, 5 et 6 de l'ancienne compagnie est effective en 1950.
Les ateliers furent ensuite repris par les Houillères nationalisées en 1946, Houillères du bassin du Nord et du Pas-de-Calais (HBNPC), Groupe d'Oignies.
Elle est équipée de berlines de 2 700 litres, d'un lavoir à grains, de deux lavoirs à fines, d'un criblage et d'une usine à boulets situés à proximité de la voie ferrée SNCF. Un téléphérique est installé pour la mise à terril.

#### Fin de l'exploitation charbonnière
En 1976, la fosse no 2 cesse son activité. les derniers mineurs sont mutés à la fosse no 9. Le puits no 2 est remblayé en 1977 (505 mètres de profondeur). La cheminée de 94,60 mètres tombe en 1977 mais le chevalement résiste jusqu'en 1980. Il sera démoli en deux fois, la partie haute, puis le faux-carré. Certains bâtiments sont encore visibles en 2001, le logement du garde, les bains douches, bureaux, garages, ateliers, poste de transformation et la salle des machines, conservée avec la machine d'extraction restaurée par l'Association du Centre de la Mine et du Chemin de Fer. Un musée permet de la découvrir.
Le 21 décembre 1990, la dernière gaillette de charbon est remontée à la fosse no 9 - 9 bis de Oignies. Cet événement très médiatisé marquera la fin de l'extraction minière dans le Nord de la France.

#### Après la fermeture des mines
Après la fermeture des mines, les installations sont toutes démantelées et démolies sauf le carreau du no 9 - 9 bis qui est réaménagé dans les années 2000 pour devenir un site de tourisme industriel et musical. Le Métaphone est inauguré le 28 juin 2013 sur le site de la fosse.

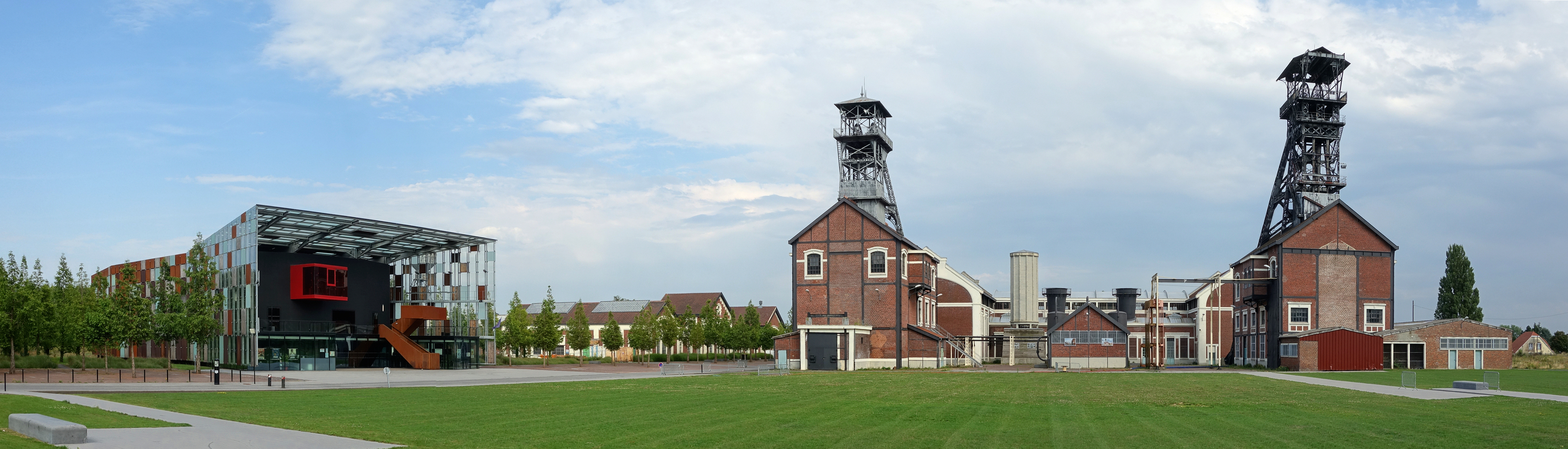
Le Métaphone sur le carreau du no 9 - 9 bis.

Le 21 août 2015, un attentat est déjoué dans le train Thalys no 9364 à hauteur de Oignies.

## Politique et administration

### Découpage territorial
Oignies se trouve depuis 1962 dans l'arrondissement de Lens du département du Pas-de-Calais. Auparavant, elle était rattachée à l'arrondissement de Béthune.

#### Commune et intercommunalités
La commune est membre de la communauté d'agglomération Hénin-Carvin créée en 2001 et qui succédait au district d'Hénin-Carvin, créé en 1968 et dont elle était déjà membre. Cette communauté d'agglomération Hénin-Carvin regroupe 14 communes et totalise 126 840 habitants en 2021.

#### Circonscriptions administratives
La commune faisait partie de 1793 à 1982 du canton de Carvin, année où elle intègre le canton de Courrières. Dans le cadre du redécoupage cantonal de 2014 en France, elle est désormais rattachée au canton d'Hénin-Beaumont-1.

#### Circonscriptions électorales
Pour l'élection des députés, la commune fait partie de la onzième circonscription du Pas-de-Calais depuis le redécoupage des circonscriptions législatives françaises de 2010.

### Élections municipales et communautaires
Le second tour des élections municipales de 2020 a lieu le 28 juin. La liste du Rassemblement national perd lors de ce second tour.

#### Élections municipales 2020
- Maire sortant : Fabienne Dupuis (PS)
- 29 sièges à pourvoir au conseil municipal (population légale 2017 : 9 767 habitants)
- 5 sièges à pourvoir au conseil communautaire (CA Hénin-Carvin)

| Tête de liste            | Tête de liste    | Liste | Premier tour | Premier tour | Second tour | Second tour | Sièges | Sièges |
| Tête de liste            | Tête de liste    | Liste | Voix         | %            | Voix        | %           | CM     | CC     |
| ------------------------ | ---------------- | ----- | ------------ | ------------ | ----------- | ----------- | ------ | ------ |
|                          | Fabienne Dupuis, | PS    | 1 157        | 46,01        | 1 507       | 62,40       | 24     | 4      |
|                          | François Vial    |       | 796          | 31,65        | 908         | 37,59       | 5      | 1      |
|                          | Camille Goeusse  |       | 562          | 22,34        | Retrait     | Retrait     | 0      | 0      |
|                          |                  |       |              |              |             |             |        |        |
| Votes valides            |                  |       |              |              |             |             |        |        |
| Votes blancs             |                  |       |              |              |             |             |        |        |
| Votes nuls               |                  |       |              |              |             |             |        |        |
| Total                    | Total            | Total |              | 100          |             | 100         |        |        |
| Abstention               |                  |       |              |              |             |             |        |        |
| Inscrits / participation |                  |       |              |              |             |             |        |        |

#### Liste des maires
| Période                                  | Période                       | Identité                  | Étiquette           | Qualité |
| ---------------------------------------- | ----------------------------- | ------------------------- | ------------------- | --- |
| 8 février 1790                           |                               | Jean-Baptiste Rohaut      |                     | |
| 28 octobre 1792                          |                               | M. Dautricourt            |                     | |
| an III                                   |                               | Antoine Joseph Pollet     |                     | |
| an IV                                    |                               | Jean-Baptiste Coget       |                     | |
| 25 Thermidor an VIII                     |                               | Martin de Carrion         |                     | |
| 1807                                     | 1810                          | Martin de Carrion         |                     | |
| 1810                                     | 1813                          | Antoine Pollet            |                     | |
| 1813                                     | 1813                          | Eugène Parmentier         |                     | |
| 1829                                     | 1840                          | Théodore Boulanger        |                     | |
| 1840                                     | 1843                          | Charles Godin             |                     | |
| 1843                                     | 1848                          | Théodore Boulanger        |                     | |
| 1848                                     | 1848                          | Eugène Watteliez          |                     | |
| 1848                                     | 1856                          | Thimothée Boulanger       |                     | |
| 1856                                     | 1857                          | Nicolas Desprez           |                     | |
| 1857                                     | 1860                          | Anthime Quesnot           |                     | |
| 1860                                     | 1870                          | Pierre Carbonnel          |                     | |
| 1870                                     | 1871                          | Théodore Caron            |                     | |
| 1871                                     | 1901                          | Louis De Clercq           | Conservateur        | Industriel, photographe et propriétaire Conseiller général de Carvin (1870 → 1901) Député du Nord (1871 → 1876, 1877 → 1881 et 1885 → 1889) Décédé en fonction                                                  |
| 1902                                     | 1908                          | Louis Boulanger           |                     | |
| 1908                                     | 1914                          | Alphonse Delobel          |                     | |
| Les données manquantes sont à compléter. |                               |                           |                     | |
| 1919                                     | juillet 1922                  | Fernand Pantigny          | SFIO                | Représentant Décédé en fonction |
| 1922                                     | 1944                          | Constant Caboche,         | SFIO puis Soc.ind., | Commerçant Nommé conseiller départemental du Nord par le régime de Vichy |
| 1944                                     | 1945                          | Louis Desprez             |                     | Président du comité de Libération |
| 1945                                     | septembre 1970                | Émile Vendeville-Faideau  | SFIO                | Décédé en fonction |
| 1971                                     | mars 1977                     | Roland Bessant            |                     | Cultivateur |
| mars 1977                                | 11 juin 1995                  | Constant Dufour           | PCF                 | |
| 11 juin 1995                             | 11 octobre 2017               | Jean-Pierre Corbisez,     | PS                  | Attaché parlementaire Sénateur du Pas-de-Calais (2017 → ) Conseiller général de Courrières (2001 → 2015) Président de la CA Hénin-Carvin (2008 → 2017) Démissionnaire à la suite de son élection comme sénateur |
| 11 octobre 2017                          | En cours (au 10 juillet 2020) | Fabienne Dupuis-Merlevede | PS                  | Cadre de la fonction publique Élue pour le mandat 2017-2020 Réélue pour le mandat 2020-2026 |

### Jumelages
La commune est jumelée avec :
| Ville | Ville       | Pays | Pays        | Période     |
| ----- | ----------- | ---- | ----------- | ----------- |
|       | Buxton      |      | Royaume-Uni | depuis 1967 |
|       | Mutterstadt |      | Allemagne   | depuis 2004 |

## Équipements et services publics

### Espaces publics
Le parc des Hautois est un parc appartenant au département du Pas-de-Calais. Il s'étend sur plus de quarante hectares, et possède un étang de treize hectares. Le parc a deux entrées principales.

### Enseignement

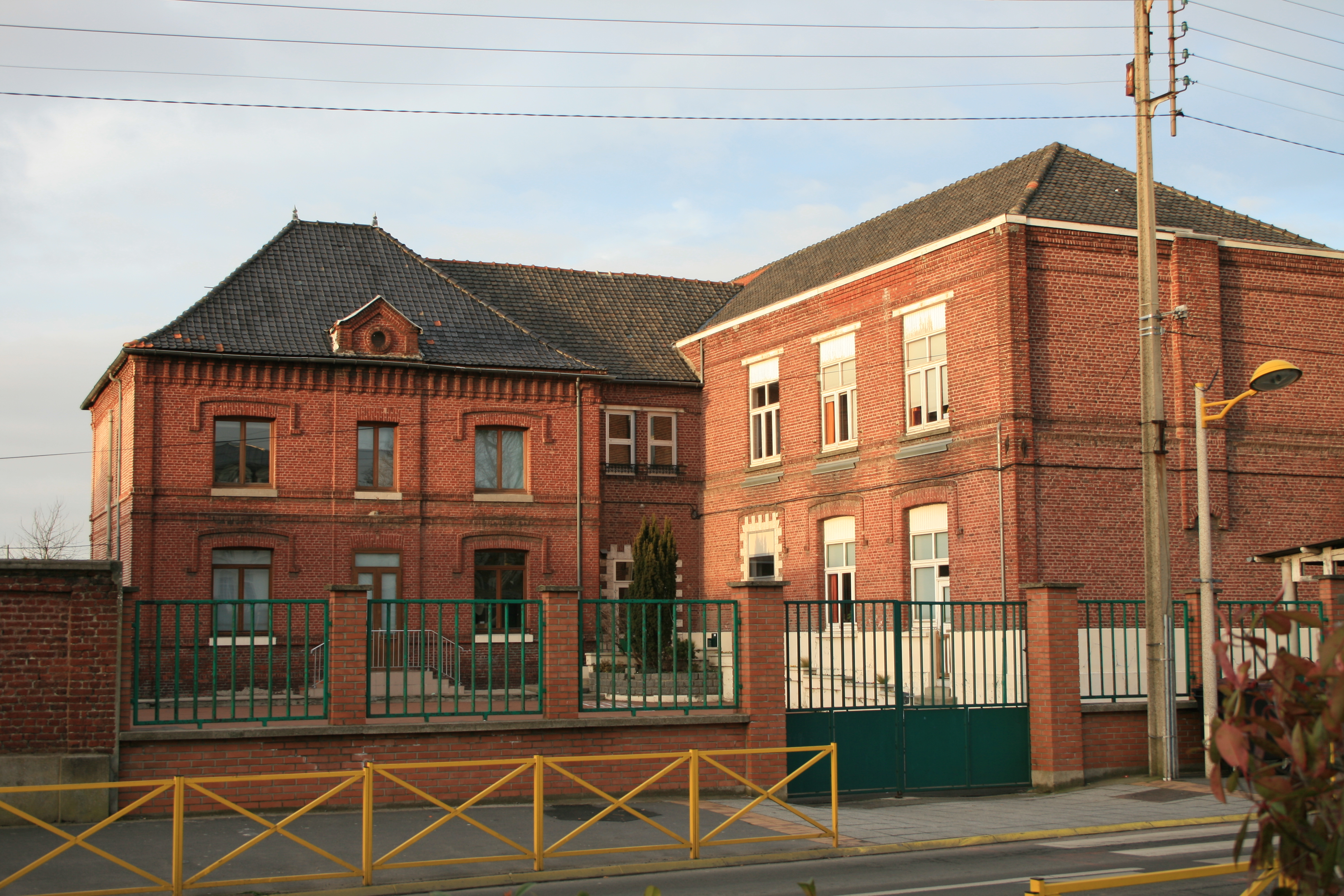
L'école Pantigny.

La commune est située dans l'académie de Lille et dépend, pour les vacances scolaires, de la zone B.
En 2024, la commune administre quatre écoles maternelles (Jacques-Brel, Jean-de-la-Fontaine, Pauline-Kergomard et Louise-Michel) et quatre écoles élémentaires publiques (Savary-Bouquet, Georges-Brassens, Pierre-Brossolette, André-Pantigny). Oignies dispose également d'un établissement privé, Sainte-Henriette, regroupant les deux parties du secteur élémentaire. Toujours en 2024, la région gère le lycée professionnel Joliot-Curie qui est noté comme « sensible »,,.

### Culture
La commune s'est équipée, en 2013, de la salle de spectacle, le Métaphone. Cette salle est construite sur le site de la fosse no 9 - 9 bis et  dispose de 500 places assises ou de 1 000 places debout.

La façade principale du Métaphone et une de ses faces latérales.

### Santé

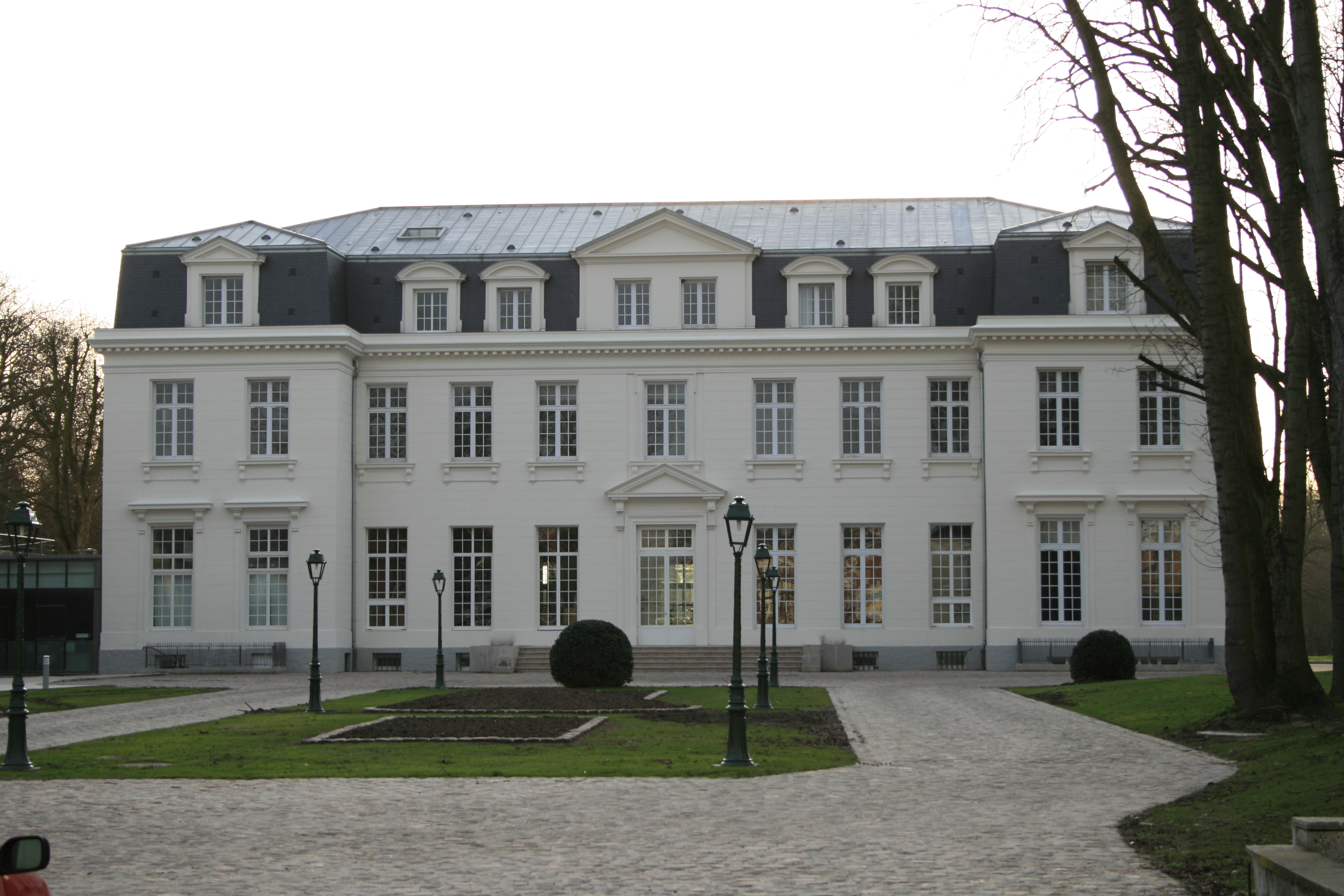
L'ancien château de Mme de Clercq est devenu un centre de réadaptation fonctionnelle.

Le centre hospitalier le plus proche est celui d'Hénin-Beaumont. L'ancien château d'Henriette de Clercq a d'abord reçu les accidentés des mines, pour devenir un centre de rééducation des opérés cardiaques et orthopédiques. Il est dirigé par l'AHNAC.
La commune possédait, avec la commune voisine Libercourt, la clinique Anquetil, qui faisait partie du service public hospitalier.

## Population et société

### Démographie
Les habitants sont appelés les Oigninois.

#### Évolution démographique
L'évolution du nombre d'habitants est connue à travers les recensements de la population effectués dans la commune depuis 1793. Pour les communes de plus de 10 000 habitants les recensements ont lieu chaque année à la suite d'une enquête par sondage auprès d'un échantillon d'adresses représentant 8 % de leurs logements, contrairement aux autres communes qui ont un recensement réel tous les cinq ans,.

En 2022, la commune comptait 10 260 habitants, en évolution de +5,86 % par rapport à 2016 (Pas-de-Calais : −0,72 %, France hors Mayotte : +2,11 %).
| 1793  | 1800  | 1806  | 1821  | 1831  | 1836  | 1841  | 1846  | 1851  |
| ----- | ----- | ----- | ----- | ----- | ----- | ----- | ----- | ----- |
| 1 126 | 1 191 | 1 243 | 1 301 | 1 404 | 1 398 | 1 451 | 1 523 | 1 360 |

| 1856  | 1861  | 1866  | 1872  | 1876  | 1881  | 1886  | 1891  | 1896  |
| ----- | ----- | ----- | ----- | ----- | ----- | ----- | ----- | ----- |
| 1 428 | 1 740 | 1 800 | 1 785 | 1 911 | 1 700 | 1 682 | 2 439 | 3 212 |

| 1901  | 1906  | 1911  | 1921  | 1926  | 1931  | 1936  | 1946  | 1954  |
| ----- | ----- | ----- | ----- | ----- | ----- | ----- | ----- | ----- |
| 3 433 | 4 050 | 4 307 | 3 801 | 6 176 | 6 877 | 6 998 | 7 317 | 7 931 |

| 1962   | 1968   | 1975   | 1982   | 1990   | 1999   | 2006   | 2011  | 2016  |
| ------ | ------ | ------ | ------ | ------ | ------ | ------ | ----- | ----- |
| 11 340 | 12 563 | 11 649 | 10 546 | 10 660 | 10 531 | 10 500 | 9 861 | 9 692 |

| 2021   | 2022   | - | - | - | - | - | - | - |
| ------ | ------ | - | - | - | - | - | - | - |
| 10 210 | 10 260 | - | - | - | - | - | - | - |

#### Pyramide des âges
La population de la commune est relativement jeune.
En 2018, le taux de personnes d'un âge inférieur à 30 ans s'élève à 36,5 %, soit en dessous de la moyenne départementale (36,7 %). À l'inverse, le taux de personnes d'âge supérieur à 60 ans est de 25,3 % la même année, alors qu'il est de 24,9 % au niveau départemental.
En 2018, la commune comptait 4 706 hommes pour 5 135 femmes, soit un taux de 52,18 % de femmes, légèrement supérieur au taux départemental (51,5 %).
Les pyramides des âges de la commune et du département s'établissent comme suit.
| Hommes | Classe d’âge | Femmes |
| ------ | ------------ | ------ |
| 0,5    | 90 ou +      | 1,5    |
| 6,0    | 75-89 ans    | 12,2   |
| 14,3   | 60-74 ans    | 15,6   |
| 21,2   | 45-59 ans    | 19,8   |
| 18,8   | 30-44 ans    | 17,0   |
| 18,6   | 15-29 ans    | 16,6   |
| 20,7   | 0-14 ans     | 17,3   |

| Hommes | Classe d’âge | Femmes |
| ------ | ------------ | ------ |
| 0,5    | 90 ou +      | 1,6    |
| 5,6    | 75-89 ans    | 8,9    |
| 16,7   | 60-74 ans    | 18,1   |
| 20,2   | 45-59 ans    | 19,2   |
| 18,9   | 30-44 ans    | 18,1   |
| 18,2   | 15-29 ans    | 16,2   |
| 19,9   | 0-14 ans     | 17,9   |

### Sports et loisirs
La commune dispose dans le site du stade municipal Guy-Drut, d'une piste d'athlétisme synthétique, une aire de lancers, deux terrains de football en gazon et un terrain en synthétique. Également dans le stade, le complexe Coubertin est doté d'une salle multi-sports avec tribune, d'un dojo et d'une salle de tennis de table. À cela s'ajoutent les salles Lemaire et Léon Kaczmarek, la salle de musculation Gilbert-Bouleux, une halle de tennis et deux courts en terre battue.
Le stade municipal est renommé le stade municipal Guy-Drut le 7 septembre 2019 en hommage à Guy Drut, athlète formé à l'Étoile Oignies Athlétisme et champion olympique du 110 mètres haies en 1976 à Montréal.
Hors du stade municipal, la commune comporte cinq salles polyvalentes (Michel-Jazy, Joliot-Curie, Jean-Bouchard, Lebas et Pantigny), deux terrains de football, dont un à côté de la salle Bouchard, un boulodrome.
Tous les ans, en avril, le VTT-Club d'Oignies organise la Rando des Terrils. Elle offre à tous les participants un voyage à travers le bassin minier. Les randonneurs sillonnant les chemins peuvent admirer des chevalements, des terrils, des cités minières et des sites reconvertis après la fermeture des houillères. Cette randonnée est dédiée à la mémoire des mineurs qui ont construit ce paysage.

### Cultes

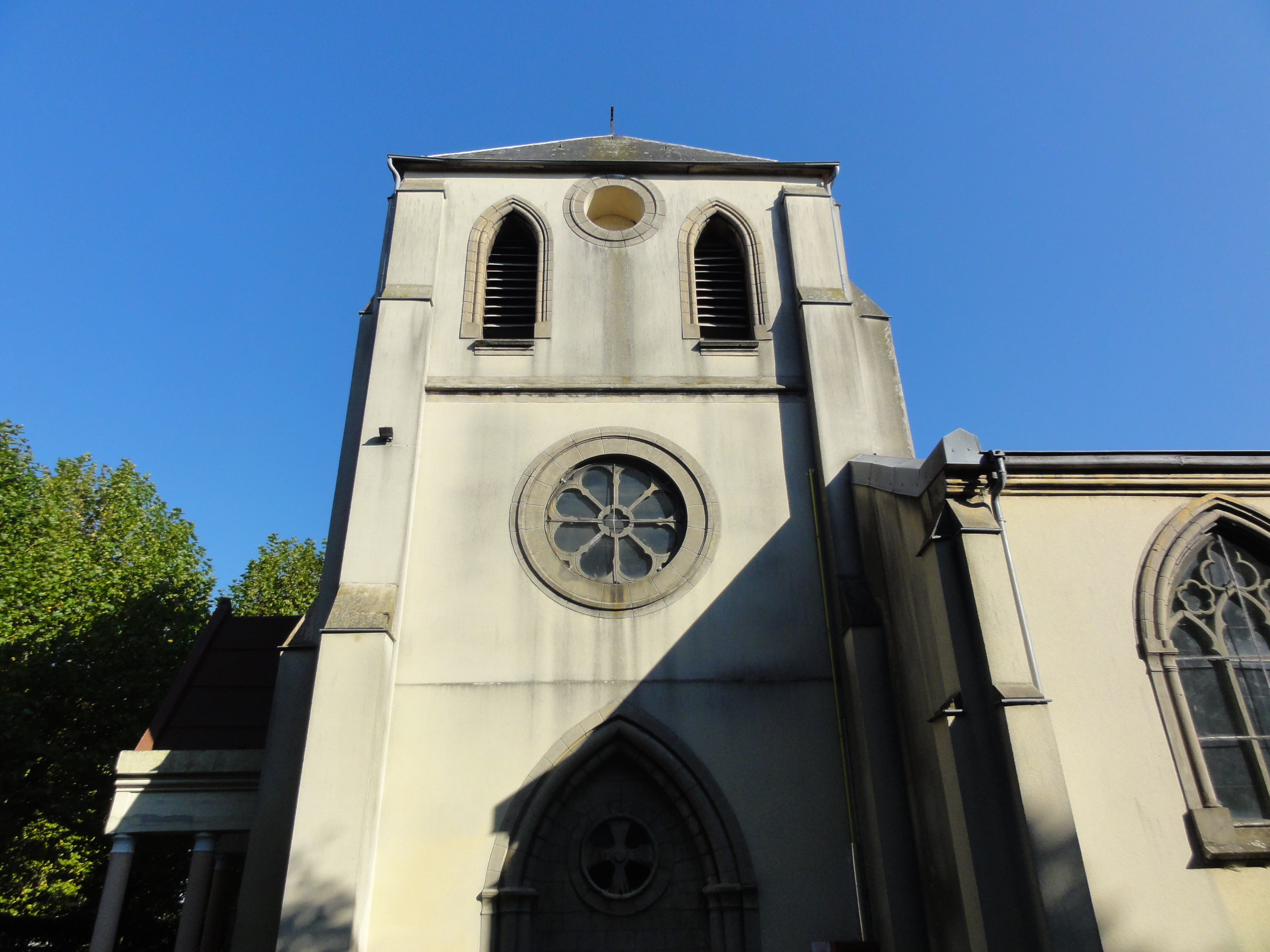
Vue du clocher de l'église Saint-Joseph.

- L'église Saint-Barthélémy de la commune date du XIIe siècle, elle fut rasée en 1304 et reconstruite en 1571. À nouveau détruite en 1858, elle est reconstruite en 1861 en présence de l'évêque d'Arras et de l'architecte Alexandre Grigny. Elle est touchée durant les deux guerres mondiales[52].
- L'église Saint-Joseph a été construite en 1925 dans la cité minière Saint-Éloi, pour la communauté polonaise travaillant à la fosse no 1 des mines d'Ostricourt.

### Médias
Le quotidien régional La Voix du Nord publie une édition locale pour la communauté d'agglomération Hénin-Carvin, ajoutée à celle du Communaupole de Lens-Liévin.
Les habitants d'Oignies reçoivent, outre certaines stations de radio nationales, les programmes de Nostalgie Lens et de Chérie FM Hauts de France. Elle reçoit également des radios régionales comme Fréquence Horizon, Métropolys, Contact et Mona FM.
La ville est couverte par les programmes de France 3 Nord-Pas-de-Calais et les chaînes nationales de la TNT. Elle reçoit également la chaîne régionale Wéo Nord-Pas-de-Calais. Elle est en outre, le siège d'Information locale télévision et vidéo (ILTV), la chaîne de l'agglomération Hénin-Carvin.

## Économie

### Revenus de la population et fiscalité
En 2021, la commune compte 4 154 ménages fiscaux, regroupant 9 862 personnes.
Le revenu fiscal médian par ménage, le taux de pauvreté des ménages et la part des ménages fiscaux imposés de la commune, du département du Pas-de-Calais et de la métropole sont les suivants :
- le revenu fiscal médian par ménage de la commune est de 18 760 €, inférieur à celui du département du Pas-de-Calais (20 720 €) et inférieur à celui de la France métropolitaine (23 080 €)[Insee 13],[Insee 14],[Insee 15] ;
- le taux de pauvreté des ménages de la commune est de 24 %, de 18,4 % au niveau du département et de 14,9 % au niveau de la métropole[Insee 16],[Insee 17],[Insee 18] ;
- la part des ménages fiscaux imposés dans la commune est de 37 %, de 44,1 % au niveau du département et de 53,4 % au niveau de la métropole[Insee 13],[Insee 14],[Insee 15].

### Emploi
|                       | 2010   | 2015   | 2021   |
| --------------------- | ------ | ------ | ------ |
| Commune               | 19,9 % | 20,8 % | 20,3 % |
| Département           | 15,4 % | 17,7 % | 14,7 % |
| France métropolitaine | 11,6 % | 13,7 % | 11,7 % |

En 2021, la population âgée de 15 à 64 ans s'élève à 6 344 personnes, parmi lesquelles on compte 68,2 % d'actifs (54,3 % ayant un emploi et 13,9 % de chômeurs) et 31,8 % d'inactifs,. En 2021, le taux de chômage communal (au sens du recensement) des 15-64 ans est supérieur à celui du département et supérieur à celui de la France métropolitaine.
La commune fait partie de la couronne de l'aire d'attraction de Lille, du fait qu'au moins 15 % des actifs travaillent dans le pôle,. Elle compte 2 272 emplois en 2021, contre 2 079 en 2015 et 2 007 en 2010. Le nombre d'actifs ayant un emploi résidant dans la commune est de 3 470, soit un indicateur de concentration d'emploi de 65,5 et un taux d'activité parmi les 15 ans ou plus de 52,6 %.
Sur ces 3 470 actifs de 15 ans ou plus ayant un emploi, 601 travaillent dans la commune, soit 17 % des habitants. Pour se rendre au travail, 84,2 % des habitants utilisent une voiture, un camion ou une fourgonnette, 6,4 % les transports en commun, 6,7 % s'y rendent en deux-roues, à vélo ou à pied et 2,7 % n'ont pas besoin de transport (travail au domicile).

### Entreprises et commerces

#### Agriculture
La commune est dans l'« Artois », une petite région agricole dans le département du Pas-de-Calais. En 2020, il n'y a plus aucune activité agricole sur la commune. 
|               | 1988 | 2000 | 2010 | 2020 |
| ------------- | ---- | ---- | ---- | ---- |
| Exploitations | 6    | 1    | 1    | 0    |
| SAU (ha)      | 254  | 91   | 149  | 0    |

#### Activités hors agriculture
411 établissements marchands non agricoles sont économiquement actifs en 2022 à Oignies,,.
| Secteur d'activité                                                                                        | Commune | Commune | Département |
| Secteur d'activité                                                                                        | Nombre  | %       | %           |
| --- | ------- | ------- | ----------- |
| Ensemble                                                                                                  | 411     | 100 %   | (100 %)     |
| Industrie manufacturière, industries extractives et autres                                                | 22      | 5,4 %   | (6,8 %)     |
| Construction                                                                                              | 43      | 10,5 %  | (10,6 %)    |
| Commerce de gros et de détail, transports, hébergement et restauration                                    | 119     | 29,0 %  | (29,3 %)    |
| Information et communication                                                                              | 11      | 2,7 %   | (1,9 %)     |
| Activités financières et d'assurance                                                                      | 17      | 4,1 %   | (5,0 %)     |
| Activités immobilières                                                                                    | 9       | 2,2 %   | (4,9 %)     |
| Activités spécialisées, scientifiques et techniques et activités de services administratifs et de soutien | 48      | 11,7 %  | (14,2 %)    |
| Administration publique, enseignement, santé humaine et action sociale                                    | 94      | 22,9 %  | (16,8 %)    |
| Autres activités de services                                                                              | 48      | 11,7 %  | (10,5 %)    |

Le secteur de l'administration publique, enseignement, 
santé humaine et action sociale avec 22,9 % du nombre total d'établissements de la commune est supérieur à celui du département (16,8 %), et, à l'inverse, le secteur de l'activités spécialisées, scientifiques et techniques et activités de services administratifs et de soutien représente 11,7 % du nombre total d'établissements de la commune contre 14,2 % au niveau départemental.

## Culture locale et patrimoine

### Lieux et monuments

#### Patrimoine mondial
Depuis le 30 juin 2012, la valeur universelle et historique du bassin minier du Nord-Pas-de-Calais est reconnue et inscrite sur la liste du patrimoine mondial de l’UNESCO. Parmi les 353 sites, répartis sur 109 lieux inclus dans le périmètre du bassin minier, trois sites concernent Oignies : 
- le site no 39 est constitué de la fosse no 2 des mines d'Ostricourt à Oignies, de sa mine-image, et du terril no 115A, 2 d'Oignies, situé quant à lui à Libercourt ;
- le site no 41, à Oignies, est formé par le monument à Henriette de Clercq, fondatrice et dirigeante de la Compagnie des mines de Dourges ;
- le site no 42 est composé de la fosse no 9 - 9 bis des mines de Dourges à Oignies, le terril no 110, 9 de Dourges, la cité-jardin Declercq, un dispensaire de la Société de Secours Minière, la cité moderne des Bonniers, et, sur le territoire de Dourges, les terrils nos 116 et 117, 10 d'Oignies, issus quant à eux de la fosse no 10 du groupe d'Oignies[63],[64].

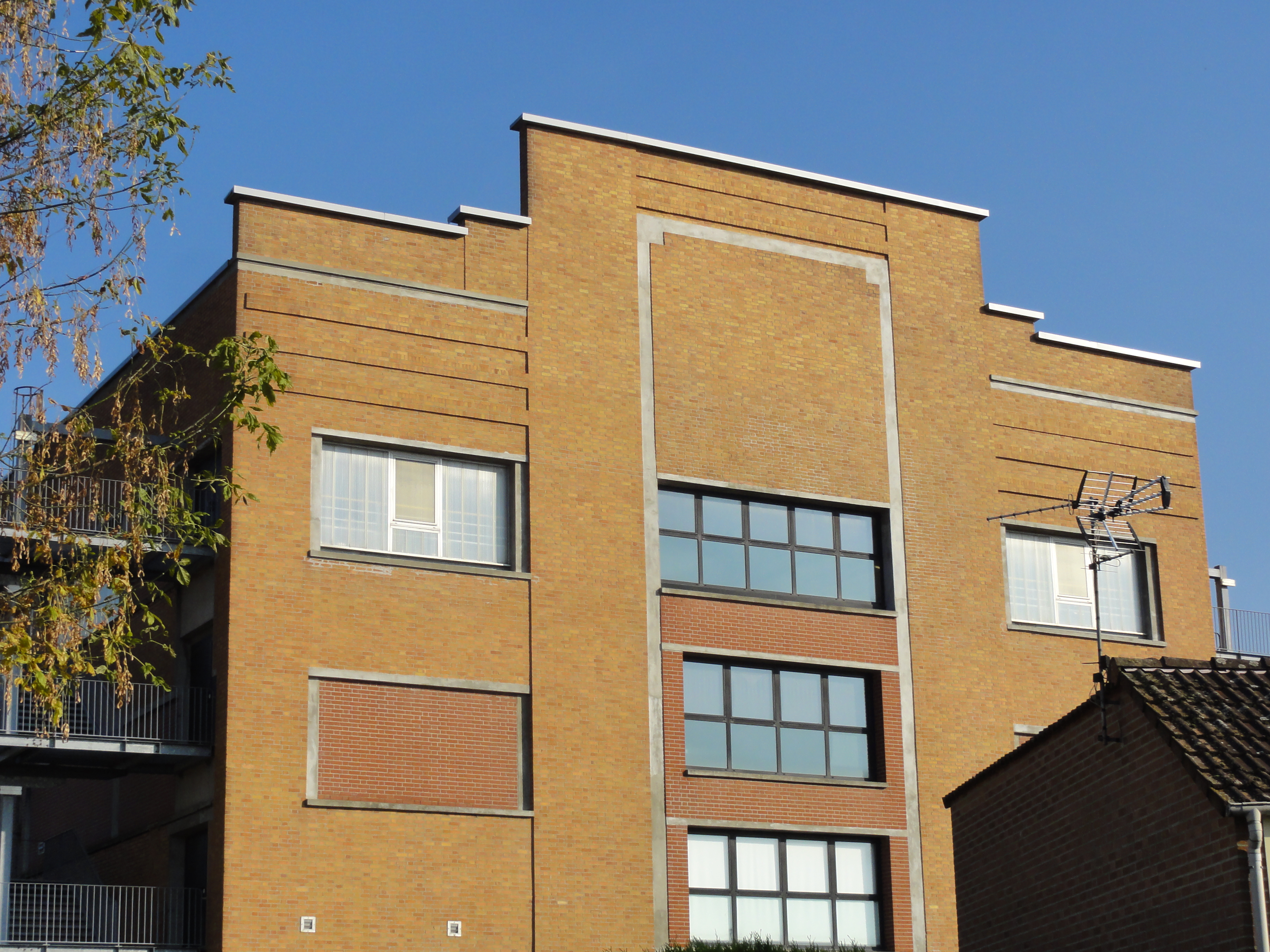
La salle des machines de la fosse no 2.
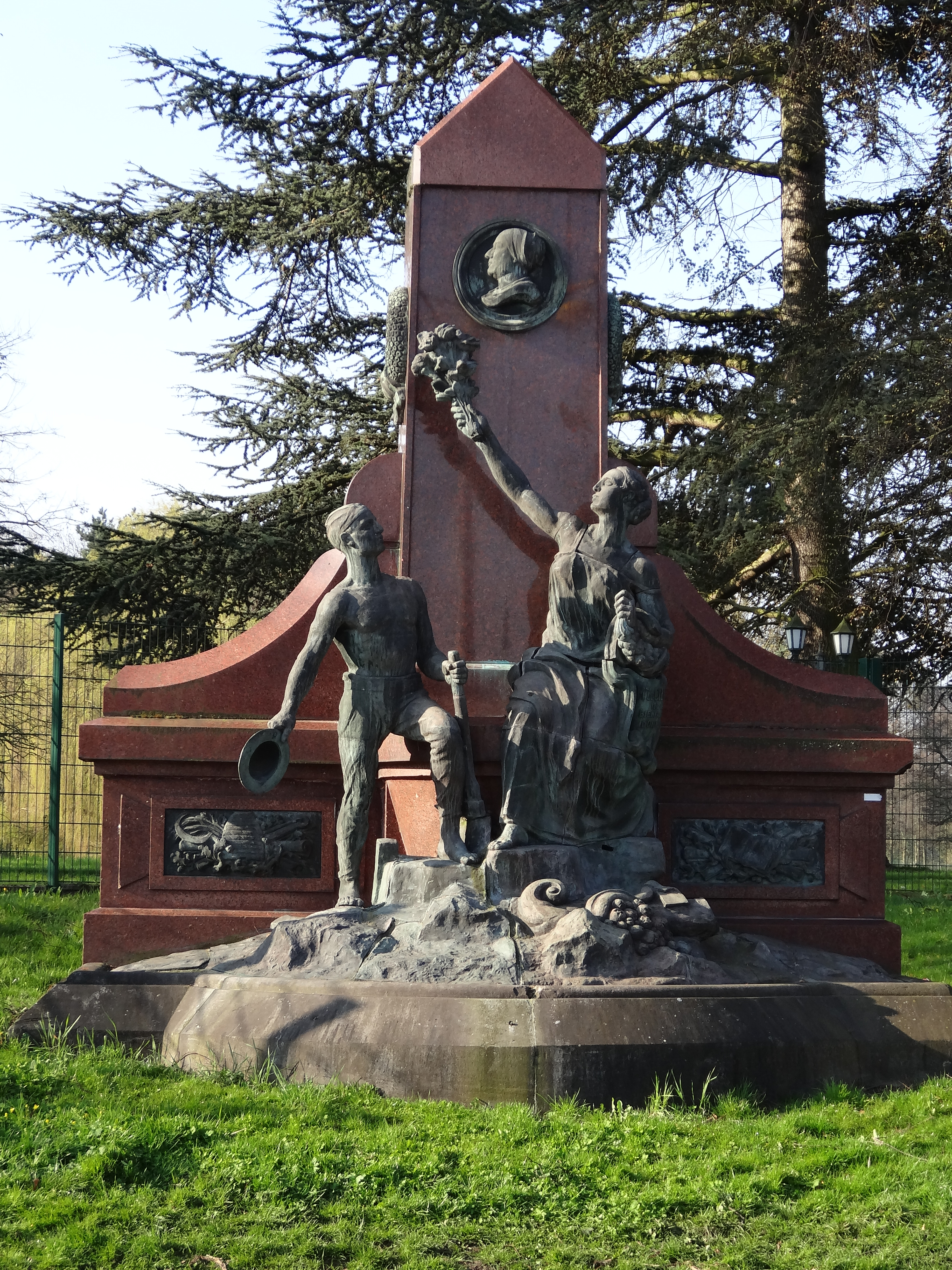
Le monument à Henriette de Clercq.
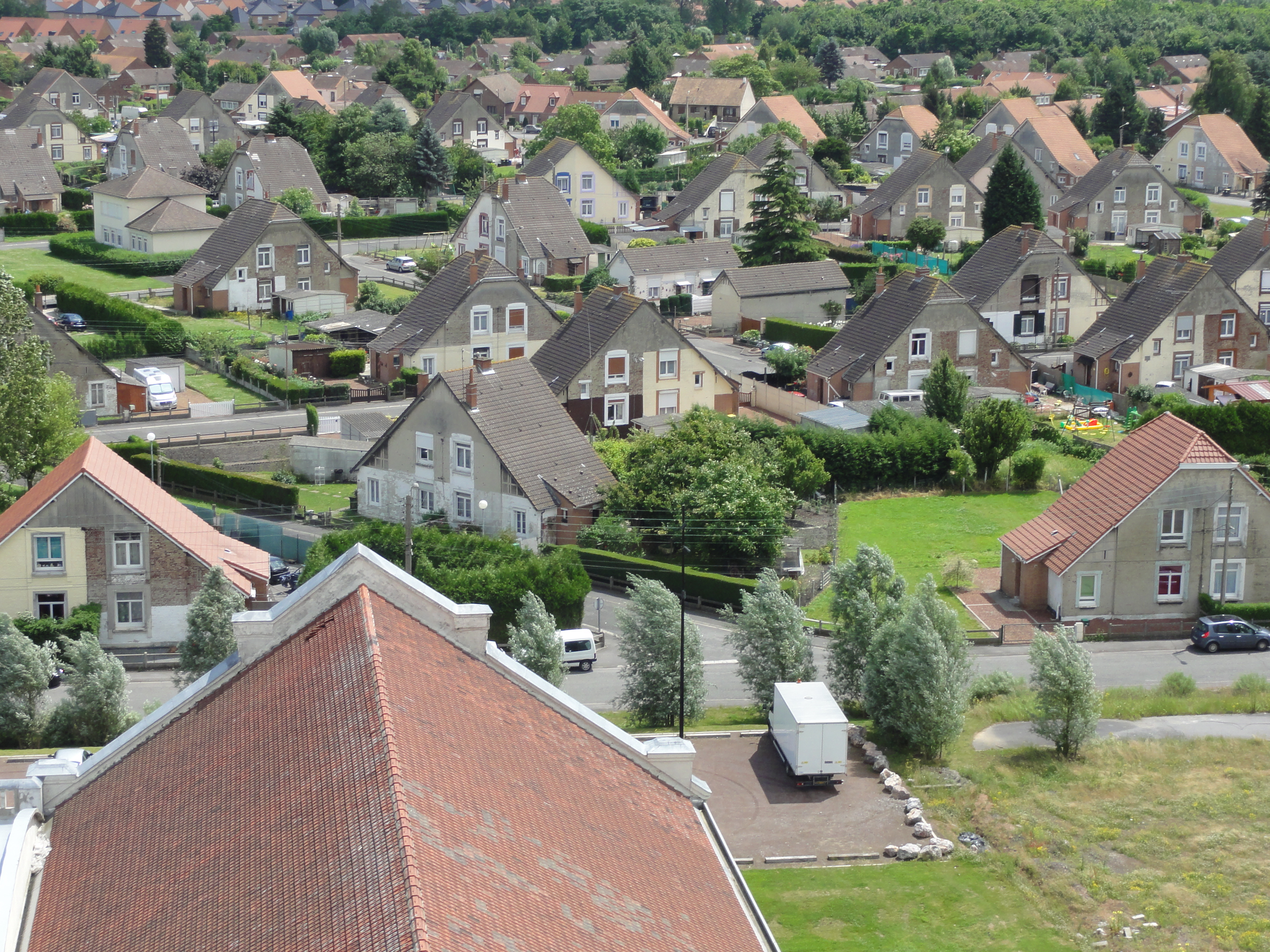
la cité-jardin Declercq.
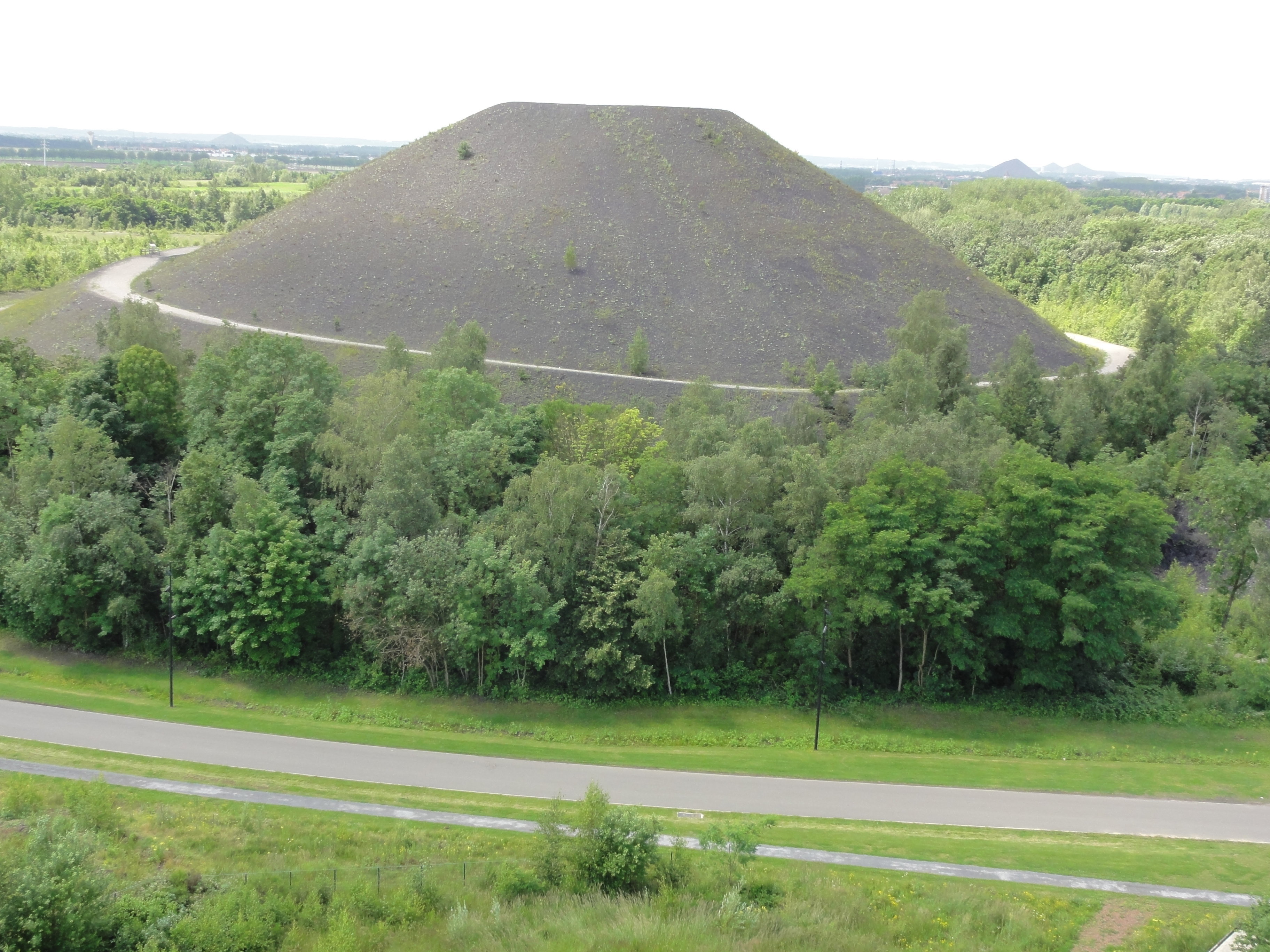
Le terril no 110.
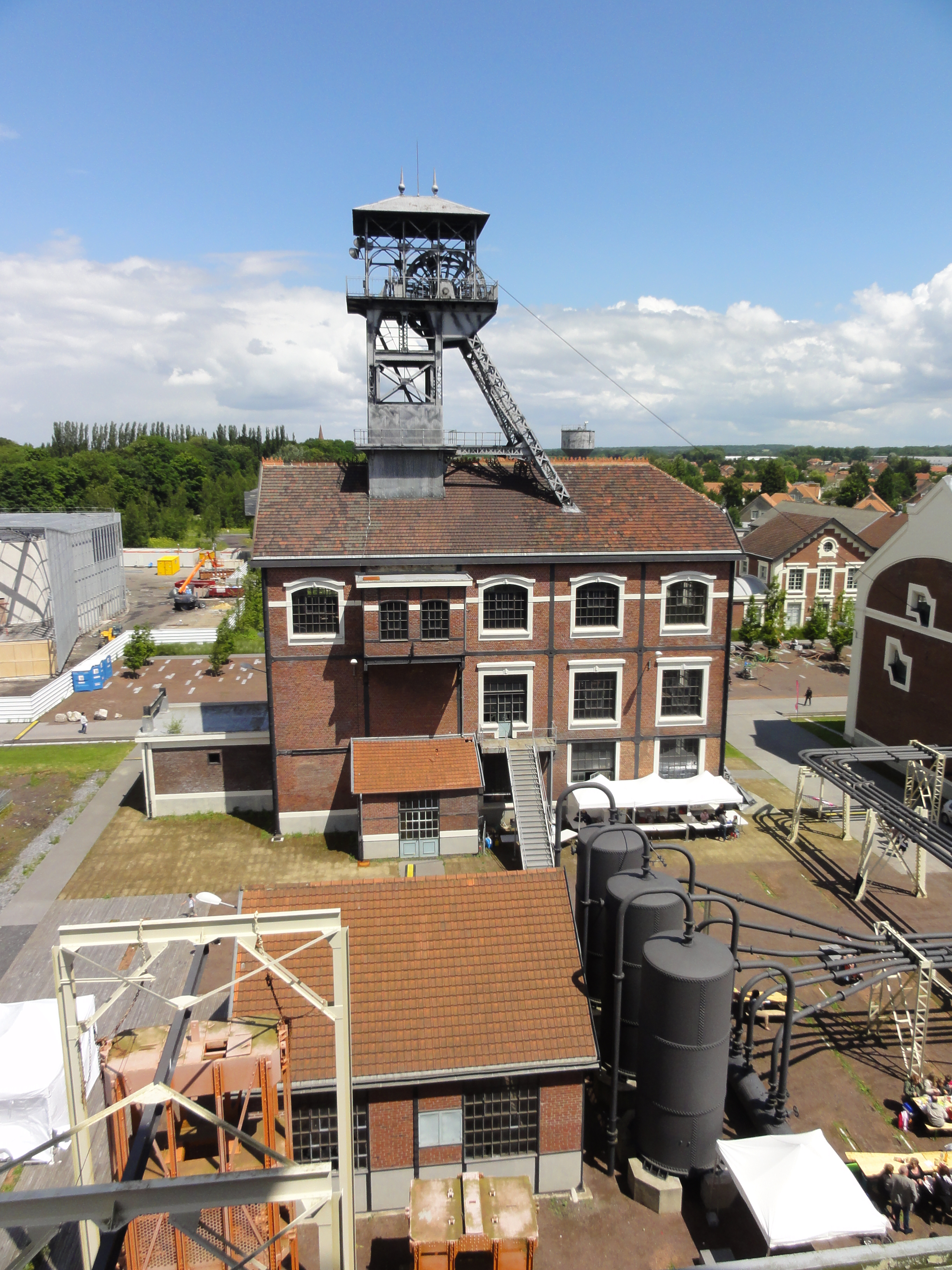
Le puits no 9 bis.

#### Monuments historiques

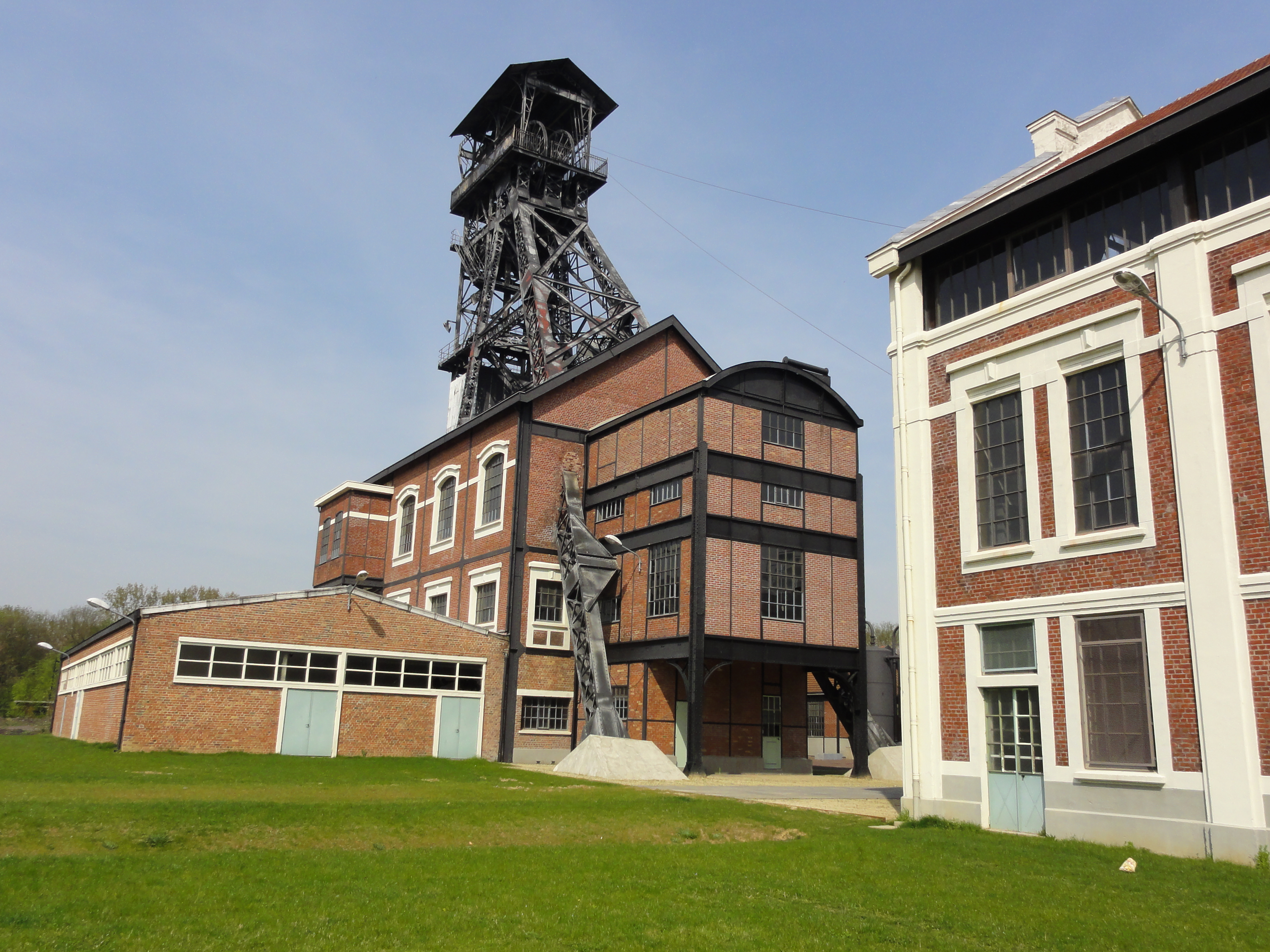
Fosse no 9 de la Compagnie des mines de Dourges, à Oignies.

- L'ancienne fosse De Clercq-Crombez (fosse no 9-9 bis) dont une partie est inscrite aux monuments historiques depuis le 6 mai 1992 et une autre classée depuis le 10 février 1994[65].
- L'ancienne fosse no 2 de la compagnie des mines d'Ostricourt, classée aux monuments historiques depuis le 9 novembre 2009[66].
- Le monument à la découverte du charbon (1919) de Charles Caby, orné d'un médaillon de Mme de Clercq sur l'obélisque, inscrit aux monuments historiques depuis le 26 avril 2011[67] et au patrimoine mondial de l'Unesco (site no 41, dans le parc).

#### Autres lieux et monuments

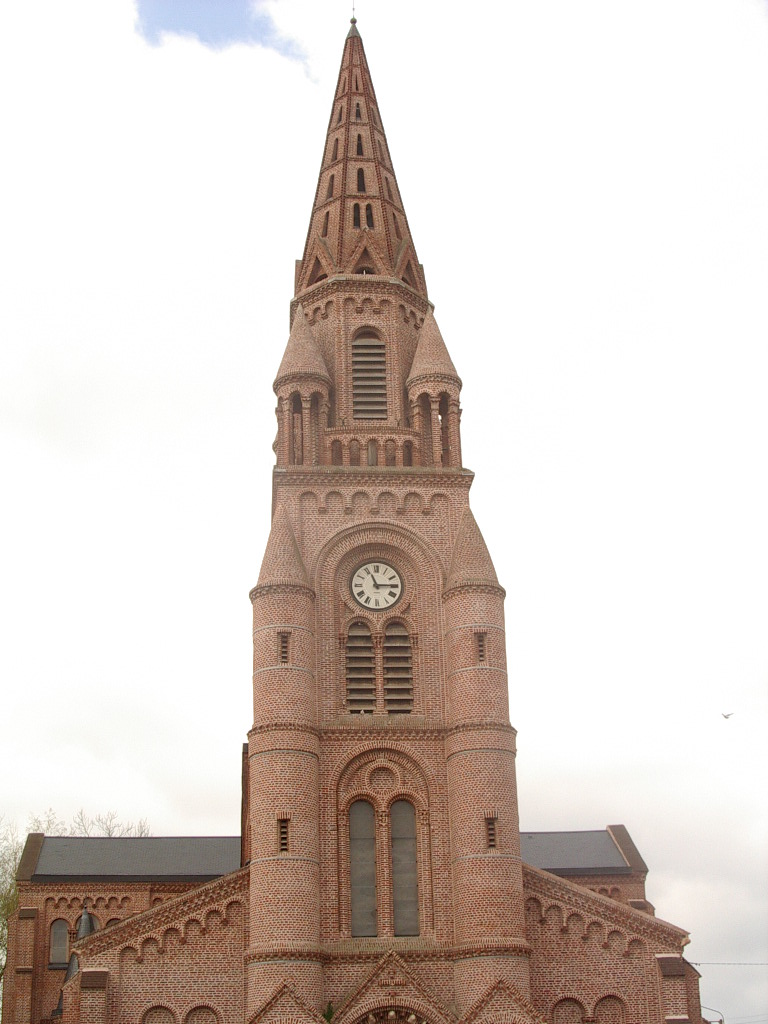
Clocher de l'église Saint-Barthélémy.

- Le château de Mme de Clercq (née Henriette Crombez).
- L'église Saint-Barthélémy construite au XIIe siècle, elle a connu des transformations au XVIe siècle, puis, menaçant ruine, elle fut entièrement reconstruite de 1857 à 1861 par l'architecte diocésain Alexandre Grigny. Les quatre statues des Évangélistes[68] et l'orgue[69] sont classés.
- Le monument aux morts, surmonté du coq gaulois[70].
- La commune dispose d'un mausolée érigé à la mémoire de ses enfants martyrs lors des massacres des 26, 27 et 28 mai 1940, inauguré le 13 juillet 1947 par Vincent Auriol, président de la République[70],[24].
- Le carré militaire britannique, dans le cimetière communal, où reposent deux soldats de la Première Guerre mondiale et 18 soldats, dont un inconnu, de la Seconde Guerre mondiale[70].
- Le cimetière militaire allemand de la Première Guerre mondiale où reposent 743 soldats[70].
- Le monument à la mémoire d'André Pantigny, dans le cimetière municipal, maire honoraire d'Oignies, mort en déportation au camp de concentration de Gross-Rosen[70].
- Cité-jardin Declercq, inscrite au patrimoine mondial de l'Unesco.
- Cité des Bonniers, inscrite au patrimoine mondial de l'Unesco.
- Dispensaire de la Société de secours minière, inscrit au patrimoine mondial de l'Unesco.

### Patrimoine culturel
Le Multi Jazz Festival est un festival créé en 2002 par William Houssoy, directeur de l'école de musique d'Oignies. Il se déroule en quatre jours aux rythmes du swing.

### La commune dans les arts
- 2023 : Gueules noires, film réalisé par Mathieu Turi, acteurs principaux Samuel Le Bihan, Amir El Kacem, Bruno Sanches, Philippe Torreton et Marc Riso, scènes tournées à Wallers, Oignies et Bruay-la-Buissière[71].

### Personnalités liées à la commune
- Martin Jean François de Carrion de Loscondes (1762-1824), général des armées de la République, décédé dans la commune.
- Henriette de Clercq (1812-1878), née Henriette-Aline-Françoise-Ghislaine Crombez, est une propriétaire, châtelaine et bienfaitrice de la ville d'Oignies, propriétaire de mines, décédée dans la commune.
- André Pantigny (1900-1944), militant socialiste et résistant mort en déportation, né dans la commune.
- Simon Zimny (1927-2007), international français de football, il a joué au football dans le club local de l'ASSB Oignies puis Nœux-les-Mines et Reims.
- Michel Jazy (1936-2024), fils et petit-fils de mineurs polonais, a vécu à Oignies jusque ses 14 ans avant de déménager en région parisienne et devenir un athlète international en course de demi-fond, fond. A joué au football au club local oignignois (assb oignies), né dans la commune.
- Guy Drut (1950-), sportif (athlète international sur 110 m haies et perche) champion olympique en 1976 à Montréal, devenu par la suite homme politique, né dans la commune.
- Gervais Martel (1954-), homme d'affaires, président du club de football Racing Club de Lens de 1988 à 2012 puis de 2013 à 2017, né dans la commune.
- Patrick Pélata (1955-), directeur général de Renault depuis 2008, a travaillé dans les mines d'Oignies.
- Laurence Duquenoy (1969-), internationale en athlétisme (course de fond et cross) et licenciée à l'Étoile Oignies Athlétisme durant toute sa carrière internationale.

### Héraldique
| Blason de Oignies | Blason  | De sinople à la fasce d’hermine. Ornements extérieursCroix de guerre 1914-1918 (1919) Croix de guerre 1939-1945 (1948) |
| Blason de Oignies | Détails | Le statut officiel du blason reste à déterminer.                                                                       |

La devise de la ville est « Oignies bouge la vie », devise imaginée par le conseil municipal des jeunes.

## Pour approfondir

#### Bases de données, dictionnaires et encyclopédies
- Ressources relatives à la géographie :   - Insee (communes)
  - Ldh/EHESS/Cassini
- Ressource relative à plusieurs domaines :   - Annuaire du service public français
- Notice dans un dictionnaire ou une encyclopédie généraliste :   - Gran Enciclopèdia Catalana
- Notices d'autorité :   - VIAF
  - BnF (données)
  - IdRef